# Светско првенство у атлетици на отвореном 1983 — 800 метара за жене
Такмичења у трци на 800 метара у женској конкуренцији на 1. Светском првенству у атлетици 1983. у Хелсинкију одржано је 7. 8. и 9. августа на Олимпијском стадиону.

## Земље учеснице
Учествовало је 26 такмичарки из 21. земље.
1. Бермуди (1)
2. Бугарска (1)
3. Вијетнам (1)
4. Данска (1)
5. .Демократска Република Конго (1)
6. Западна Немачка (1)
7. Источна Немачка (1)
8. Јордан (1)
9. Комори (1)
10. Колумбија (1)
11. Кукова Острва (1)
12. Мали (1)
13. Обала Слоноваче (1)
14. Пољска (1)
15. Румунија (2)
16. Сао Томе и Принсипе (1)
17. Сирија (1)
18. САД (1)
19. Совјетски Савез (3)
20. Чехословачка (3)
21. Шведска (1)

## Рекорди
Рекорди закључно са 11. августом 1983.
| Рекорди пре почетка Светског првенства 1983. | Рекорди пре почетка Светског првенства 1983. | Рекорди пре почетка Светског првенства 1983. | Рекорди пре почетка Светског првенства 1983. | Рекорди пре почетка Светског првенства 1983. |
| -------------------------------------------- | -------------------------------------------- | -------------------------------------------- | -------------------------------------------- | -------------------------------------------- |
| Светски рекорд                               | Јармила Кратохвилова Чехословачка            | 1:53,28                                      | Минхен, Западна Немачка                      | 26. јул 1983.                                |
| Рекорд светских првенстава                   | 1. Светско првенство                         | 1. Светско првенство                         | 1. Светско првенство                         | 1. Светско првенство                         |
| Најбољи резултат сезоне                      | Јармила Кратохвилова Чехословачка            | 1:53,28                                      | Минхен, Западна Немачка                      | 26. јул 1983.                                |
| Афрички рекорд                               | Илзе Виксел Јужноафричка Република           | 1:59,39                                      | Стеленбош, Јужноафричка Република            | 25. март 1983.                               |
| Азијски рекорд                               |                                              |                                              |                                              |                                              |
| Европски рекорд'                             | Јармила Кратохвилова Чехословачка            | 1:53,28                                      | Минхен, Западна Немачка                      | 26. јул 1983.                                |
| Северноамерички рекорд                       | Мери Декер Сједињене Америчке Државе         | 1:57,12                                      | Стокхолм, Шведска                            | 26. јул 1983.                                |
| Јужноамерички рекорд                         |                                              |                                              |                                              |                                              |
| Океанијски рекорд                            | Џуди Полог, Аустралија                       | 1:59,93'                                     | Монтреал, Канада                             | 24. јул 1976.                                |
| Рекорди по завршеку Светског првенства 1983. |                                              |                                              |                                              |                                              |
| Рекорд светских првенстава                   | Маргит Клингер, Западна Немачка              | 2:02.08                                      | Хелсинки, Финска                             | 7. август 1983.                              |
| Рекорд светских првенстава                   | Љубов Гурина Совјетски Савез                 | 1:59,33                                      | Хелсинки, Финска                             | 8. август 1983.                              |
| Рекорд светских првенстава                   | Јармила Кратохвилова Чехословачка            | 1:54,68                                      | Хелсинки, Финска                             | 9. август 1983.                              |

### Најбољи резултати у 1983. години
Десет најбржих светских атлетичарки на 800 метара пре почетка светског првенства (6. августа 1983.) заузимало је следећи пласман. Преузето 10.10.2020.</ref>
| 1.  | Јармила Кратохвилова    | Чехословачка              | 1,53,28 | 26. јул |
| 2.  | Јекатерина Подкопајеваа | Совјетски Савез           | 1:55,96 | 27. јун |
| 3.  | Замира Зајцева          | Совјетски Савез           | 1:56,21 | 27. јун |
| 4.  | Татјана Провидохина     | Совјетски Савез           | 1:56,81 | 27. јун |
| 5.  | Зузана Моравчикова      | Чехословачка              | 4:00,62 | 27. јун |
| 6.  | Дојна Мелинте           | Чехословачка              | 1:57,06 | 5. јун  |
| 7.  | Равиља Аглетдинова      | Совјетски Савез           | 1:57,08 | 27. јул |
| 8.  | Милена Страндоваа       | Чехословачка              | 1:57,58 | 27. јул |
| 9.  | Антје Шредер            | Источна Немачка           | 1:57,57 | 27. јул |
| 10. | Мери Бекертина          | Сједињене Америчке Државе | 1:57,60 | 30. јул |

Такмичарке чија су имена подебљана учествовали су на СП 1983.

## Резултати

### Квалификације
Такмичарке су подељене у 4 квалификационе групе, из којих  су по 3 првопласиране  директно ишле у полуфинале (КВ), а још 4 на основу постигнутог резултата (кв).,
| Место | Група | Пласман | Атлетичарка                    | Земља                        | ЛР      | ЛРС     | Резултат | Белешка     |
| ----- | ----- | ------- | ------------------------------ | ---------------------------- | ------- | ------- | -------- | ----------- |
| 1.    | 1     | 1       | Маргит Клингер                 | Западна Немачка              | 2:02,66 | 2:02,66 | 2:02,08  | КВ, РСП, ЛР |
| 2.    | 1     | 2       | Јоланта Јанухта                | Пољска                       | 1:56,95 | 1:59,91 | 2:02,58  | КВ          |
| 3.    | 1     | 3       | Милена Матејковицова Стрнадова | Чехословачка                 | 1:57,28 | 1:57,28 | 2:02,60  | КВ          |
| 4     | 4     | 1       | Љубов Гурина                   | Совјетски Савез              | 1:59,06 | 1:59,06 | 2:04,17  | КВ}         |
| 5.    | 4     | 2       | Дојна Мелинте                  | Румунија                     | 1:56,59 | 1:59,84 | 2:04,30  | КВ          |
| 6.    | 1     | 4       | Елена Лина                     | Румунија                     | 2:00.69 | 2:00,69 | 2:04,50  | кв          |
| 7.    | 4     | 3       | Робин Камбел                   | САД                          | 1:59,00 | 1:59,00 | 2:04,83  | КВ          |
| 8.    | 4     | 4       | Тина Кребс                     | Данска                       |         |         | 2:05,49  | кв          |
| 9.    | 2     | 1       | Јекатерина Подкопајева         | Совјетски Савез              | 1:55.96 | 1:55,96 | 2:06,42  | КВ          |
| 10.   | 2     | 2       | Тотка Петрова                  | Бугарска                     | 1:56,59 | 1:59,84 | 2:06,60  | КВ          |
| 11.   | 2     | 3       | Зузана Моравчикова             | Чехословачка                 | 1:56,96 | 1:56,96 | 2:06,76  | КВ          |
| 12.   | 2     | 4       | Џил Мекејб                     | Шведска                      | 2:01,10 | 2:01,10 | 2:07,23  | кв          |
| 13.   | 3     | 1       | Антје Шредер                   | Источна Немачка              | 1:25,43 | 1:25,43 | 2:10,61  | КВ          |
| 14.   | 3     | 2       | Јармила Кратохвилова           | Чехословачка                 | 1:53,28 | 1:53,28 | 2:12,35  | КВ          |
| 15.   | 3     | 3       | Селестин N'Drin                | Обала Слоноваче              | 2:04,24 |         | 2:12,52  | КВ          |
| 16.   | 4     | 5       | Џенифер Бин                    | Бермуди                      |         |         | 2:13,80  | кв          |
| 17.   | 3     | 4       | Hala El Moughrabi              | Сирија                       | 2:17,59 |         | 2:15,37  | ЛР          |
| 18.   | 3     | 5       | Еукарис Каиседо                | Колумбија                    |         |         | 2:17,06  | ЛР          |
| 19.   | 4     | 6       | Trịnh Thi BÉ                   | Вијетнам                     |         |         | 2:17,54  | ЛР          |
| 20.   | 1     | 5       | Attina Sawtell                 | Кукова Острва                |         |         | 2:18,25  |             |
| 21.   | 1     | 6       | Кунгу Бакомбо                  | .Демократска Република Конго |         |         | 2:19,68  |             |
| 22.   | 2     | 5       | Марија Ломба                   | Сао Томе и Принсипе          |         |         | 2:21,90  |             |
| 23.   | 4     | 7       | Khadija Al Matari              | Јордан                       |         |         | 2:28,72  |             |
| 34.   | 3     | 6       | Софија Мохамед                 | Комори                       |         |         | 2:55,64  |             |
| .     | 3     |         | Ирина Појаловска               | \| Совјетски Савез           | 1:57,99 | 1:57,99 | НС       |             |
|       | 2     |         | Фаталмогу Туре                 | Мали                         | 2:19,71 |         | ДИСК     |             |

Подебљани лични рекорди су и национални рекорди земље коју такмичарка представља

### Полуфинале
Такмичарке су подељене у 2 полуфиналне групе, из којих  су по 4 првопласиране  ишле у финале (КВ).,
| Место | Група | Пласман | Атлетичарка                    | Земља           | Резултат | Белешка |
| ----- | ----- | ------- | ------------------------------ | --------------- | -------- | ------- |
| 1     | 2     | 1       | Љубов Гурина                   | Совјетски Савез | 1:59,33  | КВ      |
| 2.    | 2     | 2       | Амтје Шредер                   | Источна Немачка | 1:59,46  | КВ      |
| 3.    | 2     | 3       | Маргит Клингер                 | Западна Немачка | 1:59,49  | КВ, ЛР  |
| 4.    | 2     | 1       | Јекатерина Подкопајева         | Совјетски Савез | 1:59,55  | КВ      |
| 5.    | 1     | 2       | Јармила Кратохвилова           | Чехословачка    | 1:59,58  | КВ      |
| 6.    | 2     | 4       | Дојна Мелинте                  | Румунија        | 1:59,60  | КВ      |
| 7.    | 2     | 5       | Зузана Моравчикова             | Чехословачка    | 1:59,96  |         |
| 8.    | 1     | 3       | Милена Матејковицова Стрнадова | Чехословачка    | 2:00,02  | КВ      |
| 9.    | 4     | 3       | Робин Камбел                   | САД             | 2:00,22  | КВ      |
| 10.   | 1     | 5       | Јоланта Јанухта                | Пољска          | 2:01,23  |         |
| 11.   | 2     | 6       | Тотка Петрова                  | Бугарска        | 2:01,32  |         |
| 12.   | 1     | 6       | Џил Мекејб                     | Шведска         | 2:01,92  |         |
| 13.   | 2     | 7       | Тина Кребс                     | Данска          | 2:02,19  | ЛР      |
| 14.   | 1     | 7       | Елена Лина                     | Румунија        | 2:03,59  |         |
| 15.   | 1     | 8       | Селестин N'Drin                | Обала Слоноваче | 2:08,14  |         |
| 16.   | 2     | 8       | Џенифер Бин                    | Бермуди         | 2:12,93  | ЛР      |

### Финле
,
| \| | Јармила Кратохвилова           | Чехоaсловачка   | 1:54,68 |    |
|    | Љубов Гурина                   | Совјетски Савез | 1:56,11 | ЛР |
|    | Јекатерина Подкопајева         | Совјетски Савез | 1:57,58 |    |
| 4. | Маргит Клингер                 | Западна Немачка | 1:58.11 |    |
| 5. | Робин Камбел                   | САД             | 2:00,03 |    |
| 6. | Дојна Мелинте                  | Румунија        | 2:00,13 |    |
| 7. | Милена Матејковицова Стрнадова | Чехословачка    | 2:01,72 |    |
| 8. | Амтје Шредер                   | Источна Немачка | 2:02,13 |    |